# Evelyn Beauchamp
Lady Evelyn Leonora Almina Beauchamp (nacida Herbert; 15 de agosto de 1901-31 de enero de 1980) fue una aristócrata inglesa, hija de George Herbert, 5.º Conde de Carnarvon. En noviembre de 1922, junto a su padre y el arqueólogo Howard Carter, fue una de las primeras personas, en tiempos modernos, en entrar tanto a la tumba como a la cámara funeraria del faraón egipcio Tutankamón. Más tarde se casó con Sir Brograve Beauchamp, con quien tuvo una hija. Lady Evelyn murió en 1980, a la edad de 79 años. 

## Primeros años
Lady Evelyn Leonora Almina Herbert nació el 15 de agosto de 1901, segunda hija de George Herbert, 5.º conde de Carnarvon y Almina Herbert, condesa de Carnarvon. Su hermano mayor era Henry Herbert, sexto conde de Carnarvon.
Lady Evelyn debutó y fue presentada en la corte en 1919. En los inviernos de 1921 y 1922 acompañó a sus padres a El Cairo, donde asistieron a las recepciones en la Residencia del Alto Comisionado durante las temporadas de El Cairo de 1921 y 1922. Allí conoció a su futuro marido, Brograve Beauchamp, hijo del diputado liberal Sir Edward Beauchamp, que siguió visitándola cuando ambos regresaron a Inglaterra.

## Tumba de Tutankamón
Lord y Lady Carnarvon pasaban a menudo el invierno en Egipto, donde compraban antigüedades para su colección en Inglaterra. En 1906 Lord Carnarvon obtuvo una concesión para excavar un yacimiento cerca de Luxor, y más tarde otro en el Valle de los Reyes.
A partir de 1907, Lord Carnarvon contrató a Howard Carter para supervisar los trabajos de excavación. Hasta 1922 se había encontrado poco de importancia y Lord Carnarvon decidió que ese sería el último año que financiaría la obra.
Sin embargo, el 4 de noviembre de 1922, Carter pudo enviar un telegrama a Lord Carnarvon, en Inglaterra en ese momento, en el que decía: «Por fin hemos hecho un descubrimiento maravilloso en el Valle; una magnífica tumba con sellos intactos; recubierta de nuevo por su llegada; enhorabuena».
Lady Evelyn acompañó a su padre y el 24 de noviembre de 1922 ambos habían llegado a Egipto y estaban presentes cuando se despejó toda la escalera de la tumba y se encontró un sello que contenía el cartucho del faraón Tutankamón sobre la puerta. Esta puerta se abrió y se despejó el pasillo lleno de escombros, revelando la puerta de la tumba principal. Esta puerta y la tumba principal debían abrirse oficialmente bajo la supervisión del Consejo Supremo de Antigüedades el 29 de noviembre.
Sin embargo, los días 26 y 27, Carter, su ayudante Arthur Challender, Lord Carnarvon y Lady Evelyn hicieron una o más visitas no autorizadas dentro de la tumba, convirtiéndose en las primeras personas en tiempos modernos en entrar en ella. Challender instaló una iluminación eléctrica, gracias a la cual pudieron ver una mezcolanza de objetos, incluyendo sofás dorados, cofres, tronos y relicarios. También encontraron otras dos puertas selladas, incluyendo una hacia la cámara funeraria interior, custodiada por dos estatuas de tamaño natural de Tutankamón. En esta puerta encontraron un pequeño agujero y Carter, Carnarvon y Lady Evelyn se arrastraron a través de ella hacia la cámara funeraria interior. El diario del hermanastro de Lord Carnarvon, Mervyn Herbert, aunque no es un relato de primera mano, señala que Lady Evelyn, siendo la más pequeña del grupo, fue la primera persona en entrar en la cámara funeraria.
Lady Evelyn y su padre viajaron a Inglaterra en diciembre de 1922, y los dos regresaron en enero de 1923 para estar presentes en la inauguración oficial de la cámara funeraria interior el 16 de febrero. El mismo mes, Brograve Beauchamp la visitó con sus padres y Howard Carter, que le ofreció un recorrido por la tumba de Tutankamón. Poco después, Lord Carnarvon contrajo una intoxicación sanguínea y murió en El Cairo el 5 de abril de 1923. Lady Evelyn dejó Egipto para regresar a Inglaterra con su hermano, y Lady Carnarvon les siguió con los restos de Lord Carnarvon una semana después. Esta fue la última visita de Lady Evelyn a Egipto. Sin embargo, mantuvo contacto con Howard Carter y estuvo presente en su funeral en el Cementerio de Putney Vale en 1939.
Lady Evelyn asistió a la inauguración de las celebraciones del 50 aniversario de Tutankamón en 1972, incluyendo la exposición Tesoros de Tutankamón en el Museo Británico de Londres, donde fue presentada a la Reina, que estaba allí para inaugurar la exposición.

## Matrimonio y vida adulta

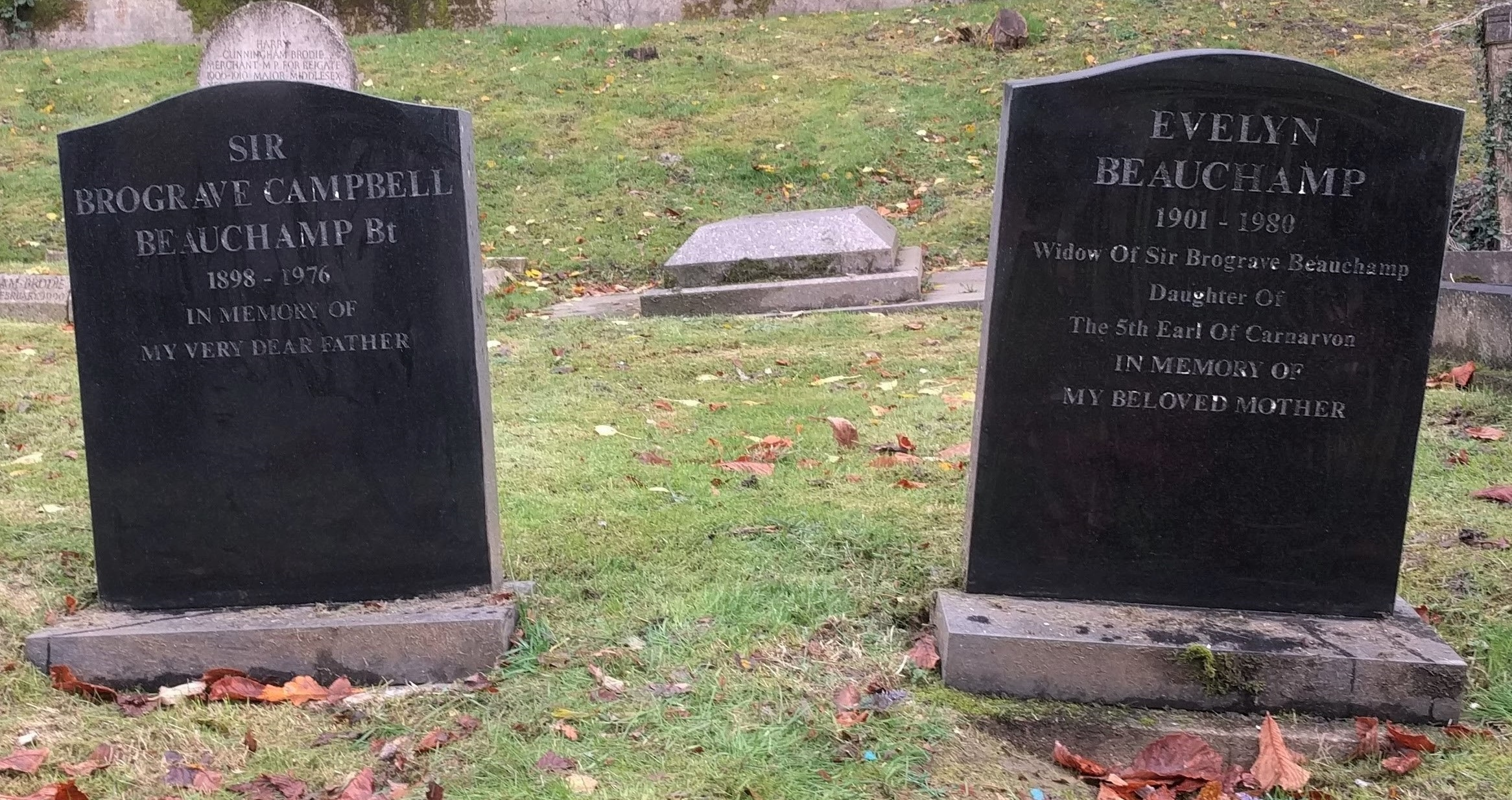
Las tumbas de Sir Brograve y Lady Evelyn Beauchamp en el cementerio de Putney Vale (2019)

En octubre de 1923, Lady Evelyn Herbert se casó con Brograve Beauchamp. Tuvieron una hija, Patricia Evelyn Beauchamp (11 de julio de 1925 - 7 de octubre de 2014).
Brograve se convirtió en barón a la muerte de su padre en febrero de 1925. Fue miembro conservador del Parlamento por Walthamstow East entre 1931 y 1945, y falleció el 25 de agosto de 1976 a la edad de 79 años.
Lady Evelyn murió en Londres el 31 de enero de 1980 a la edad de 79 años y está enterrada, como su marido, en el cementerio de Putney Vale. Howard Carter también está enterrado aquí.

## En la cultura popular
Lady Evelyn Herbert ha sido representada en distintas ocasiones:
- Por Angharad Rees en la producción de Columbia Pictures Television de 1980 The Curse of King Tut's Tomb.[17]

- Por Alexandra Weaver en la serie de 2005 de la BBC TV, Egypt, episodio dos: The Curse of Tutankhamun.[18]
- Por Amy Wren en la serie de 2016 de la ITV Tutankhamun.[19]
- En La momia el personaje Evelyn Carnahan es nombrado en homenaje a Lady Evelyn Carnarvon,[19] cuyo padre es descrito como uno de los mejores mecenas de la egiptología y un famoso explorador.
- La novela en alemán Der König von Luxor de Philipp Vandenberg, publicada en 2014,[20] incluye a Lady Evelyn Beauchamp como uno de los tres personajes principales.[21]